# Catena Valcalda-Verzegnis
La Catena Valcalda-Verzegnis è un gruppo montuoso delle Prealpi Carniche, posto in Friuli-Venezia Giulia (provincia di Pordenone e provincia di Udine), formando la parte orientale delle Prealpi Carniche. Prende il nome dalle due montagne più significative: il Monte Valcalda a ovest ed il Monte Verzegnis a est.

## Classificazione
Secondo la SOIUSA la Catena Valcalda-Verzegnis è un supergruppo alpino con la seguente classificazione:
- Grande parte = Alpi Orientali
- Grande settore = Alpi Sud-orientali
- Sezione = Alpi Carniche e della Gail
- Sottosezione = Prealpi Carniche
- Supergruppo = Catena Valcalda-Verzegnis
- Codice = II/C-33.III-C

## Delimitazioni

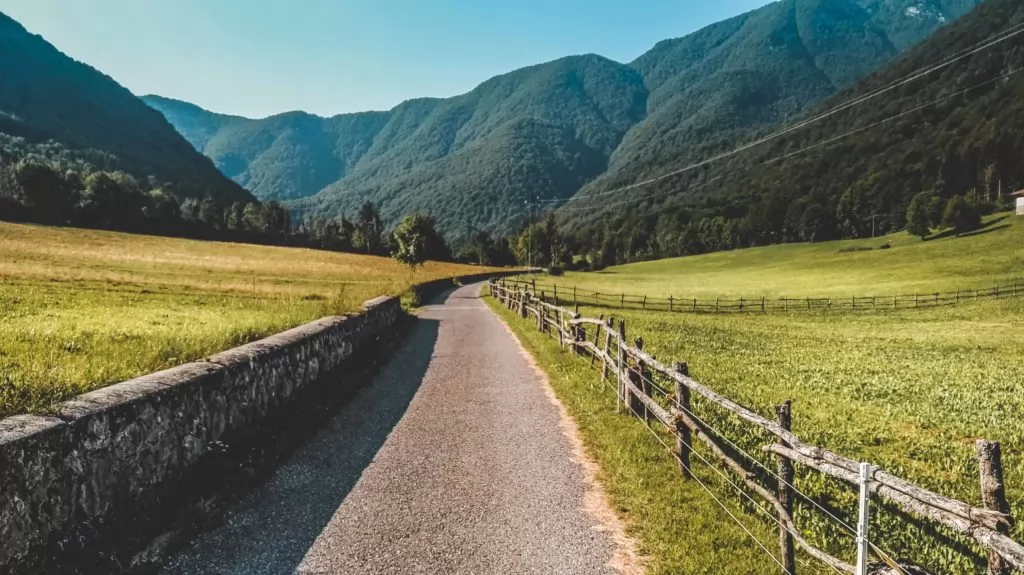
La Val di Preone tra il Monte Valcalda e il Monte Verzegnis vicino a Sella Chiampon

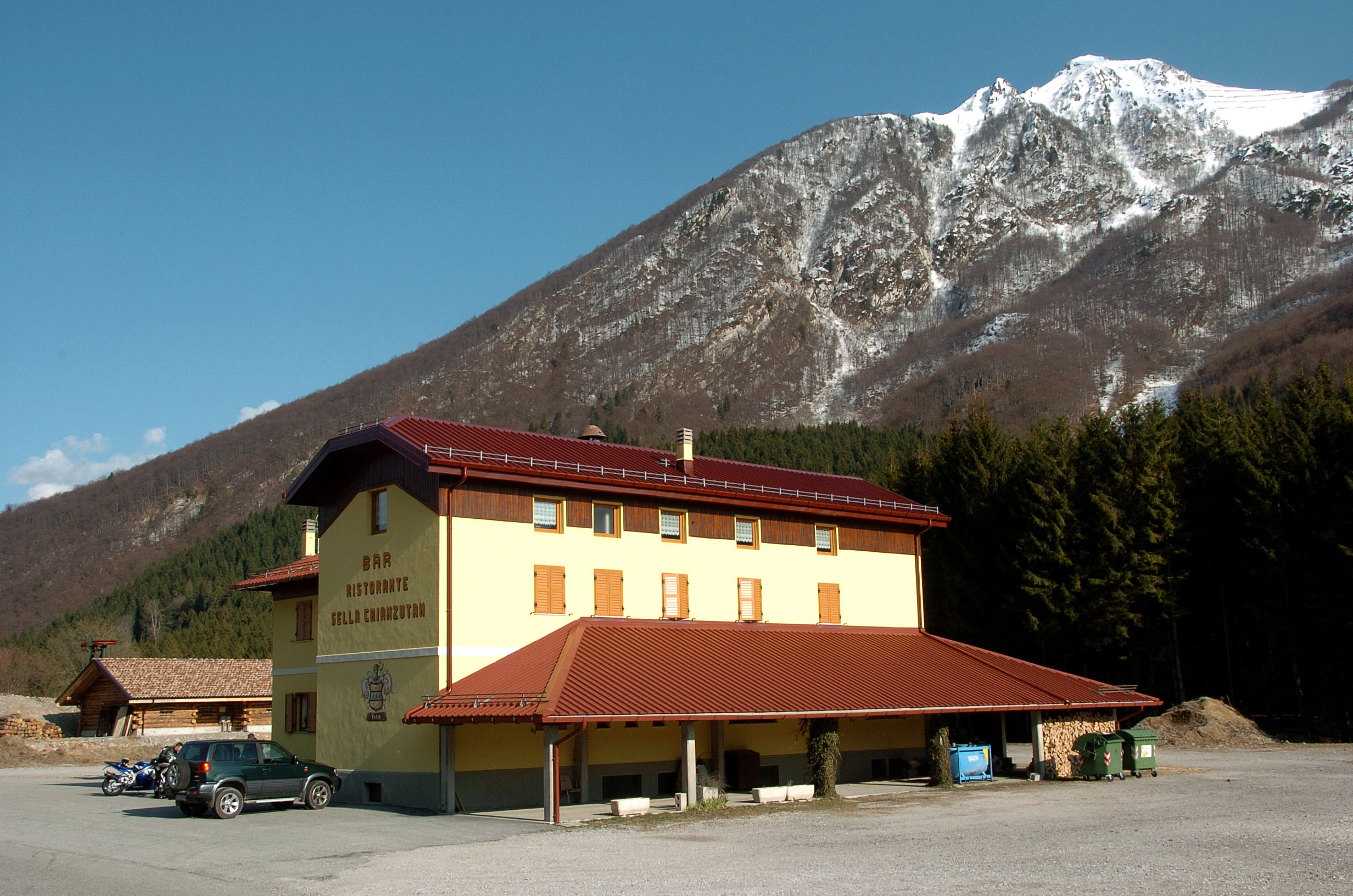
Monte Piombada da Sella Chianzutan

Ruotando in senso orario i limiti geografici sono: Forcella di Monte Rest, valle del Tagliamento, Piana di Spilimbergo, torrente Meduna, Forcella di Monte Rest.

## Suddivisione
Secondo la SOIUSA la Catena Valcalda-Verzegnis è ulteriormente suddivisa in due gruppi e quattro sottogruppi:
- Gruppo Valcalda-Taiet (8)
  - Dorsale del Valcalda (8.a)
  - Dorsale del Taiet (8.b)
- Gruppo del Verzegnis (9)
  - Dorsale Verzegnis-Piombada (9.a)
  - Dorsale del Cuar (9.b)

## Vette
Alcune delle vette principali della Catena Valcalda-Verzegnis sono:
- Monte Verzegnis - 1.914 m
- Monte Valcalda - 1.908 m
- Monte Rest - 1.780 m
- Monte Piombada - 1.744 m
- Monte Piciat - 1.615 m
- Monte San Simeone - 1.505 m
- Monte Cuar - 1.478 m
- Monte Taiet - 1.369 m
- Zuc di Santis - 1.309 m
- Monte Ciaurlec - 1.148 m